# Mária Szolnoki
Mária Szolnoki, född den 16 juni 1947 i Budapest, Ungern, är en ungersk fäktare.
Han tog OS-silver i damernas lagtävling i florett i samband med de olympiska fäktningstävlingarna 1972 i München.